# Brooke-Alvinston
Brooke-Alvinston es un municipio canadiense situado en la provincia de Ontario.

## Superficie
Brooke-Alvinston tiene una superficie de 311,41 km².

## Demografía
En 2021, tenía 2359 habitantes, una densidad poblacional de 7,6 hab./km², y 983 viviendas.